# Акроаматичне
Акроаматичне (дав.-гр. ακρόαμα — «лекція») — те, що може бути почуте (звуки), що сприймається органом слуху.
Акроаматичним викладом називають такий, де вчитель говорить, а учень лише прислухається, на противагу діалогічному чи катехитичному — де викладання відбувається у формі розмови та подає запитання та відповіді.
В античній філософії термін був рівнозначний поняттю езотеричне. У давньогрецьких філософських школах часто проводили кордон між навчаннями, призначеними для невеликого кола обраних учнів через складну форму викладу та суворо науковий метод (акроаматичні чи езотеричні вчення), і доступними за формою та методом ширшій масі слухачів (екзотеричні вчення).